# Абдельазіз Мохаммед Ахмед
Абдельазіз Мохаммед Ахмед (порт. Abdelaziz Mohamed Ahmed, 12 жовтня 1994) — бразильський плавець.
Учасник Олімпійських Ігор 2016 року.